# بينغت فيرنر
بينغت فيرنر (بالسويدية: Bengt Ferner)‏ (و. 1724 – 1802 م) هو سياسي، وعالم فلك من السويد . وكان عضواً في الأكاديمية الملكية السويدية للعلوم .
توفي عن عمر يناهز 78 عاماً.

## مناصب وهيئات
أدار جامعة أوبسالا.